# Budišov nad Budišovkou
Budišov nad Budišovkou (niem. Bautsch) − miasto w Czechach, w kraju morawsko-śląskim. Według danych z 31 grudnia 2003 powierzchnia miasta wynosiła 7651 ha, a liczba jego mieszkańców 3159 osób.

## Demografia
| Rok             | 1970  | 1980  | 1991  | 2001  | 2003  |
| --------------- | ----- | ----- | ----- | ----- | ----- |
| Liczba ludności | 3 430 | 3 513 | 3 340 | 3 233 | 3 159 |

Źródło: Czeski Urząd Statystyczny

## Regiony partnerskie
- Powiat głubczycki, Polska